# Marwan Kassab Bachi
Marwan Kassab Bachi (arabe : مروان قصاب باشي), dit Marwan, né le 31 janvier 1934 à Damas et mort le 22 octobre 2016 à Berlin, est l'un des peintres les plus connus de Syrie.

## Biographie
En 1957, Marwan Kassab Bachi a voyagé à Berlin, ville qu’il n’a plus quittée depuis. De 1957 à 1963 il étudie la peinture à l'École supérieure des beaux-arts de Berlin (allemand : Hochshule für Bildende Kunste) avec le professeur Hann Trier. De 1980 à 2002, il était professeur de peinture dans la même école.
Une de ses peintures, Homme au gilet vert (1967), fait partie des collections du Musée National d'Art Moderne.

## Distinctions
- Membre de l'Académie des arts de Berlin (1994)[4]
- Médaille de l'ordre du Mérite (2005)